# 궁중음식연구원
궁중음식연구원은 대한민국의 교육기관으로, 1971년에 조선왕조 궁중음식이 중요무형문화재 제38호로 지정되자 이를 보급하고 계승하기 위해 설립된 전수교육기관이다. 서울특별시 종로구 원서동에 위치해 있다.

## 연혁
1971년 5월 15일 황혜성 한양대 교수를 대표로, 낙선재에서 순정효황후를 보필하던 네 명의 상궁 한희순, 박창복, 성옥염, 김명길이 초기 회원으로 설립되었다. 1981년에는 강남구 신사동 새한교회 빌딩으로 이전했다가 1983년에는 서초구 반포동 우진빌딩 2층으로 이전하였다. 이후 종로구 원서동으로 이전하여 현재까지 위치를 지키고 있다.
궁중음식연구원 원장은 한복려 씨이며 한식당 '지화자'와 '궁연'을 운영하고 있다. 2007년 국가무형문화재 제38호 조선왕조 궁중 음식 기능보유자로 지정되었다.